# Gare de Motosumiyoshi
La gare de Motosumiyoshi (元住吉駅, Motosumiyoshi-eki) est une gare ferroviaire de la ville de Kawasaki, dans la préfecture de Kanagawa au Japon. Elle est située dans l'arrondissement de Nakahara. La gare est gérée par la compagnie Tōkyū.

## Situation ferroviaire
La gare de Motosumiyoshi est située au point kilométrique (PK) 12,1 de la ligne Tōkyū Tōyoko et au PK 10,4 de la ligne Tōkyū Meguro.

## Histoire
La gare a été inaugurée le 14 février 1926.

## Service des voyageurs

### Accueil
La gare est ouverte tous les jours. Les voies sont surélevées.

### Desserte
- Ligne Tōyoko :

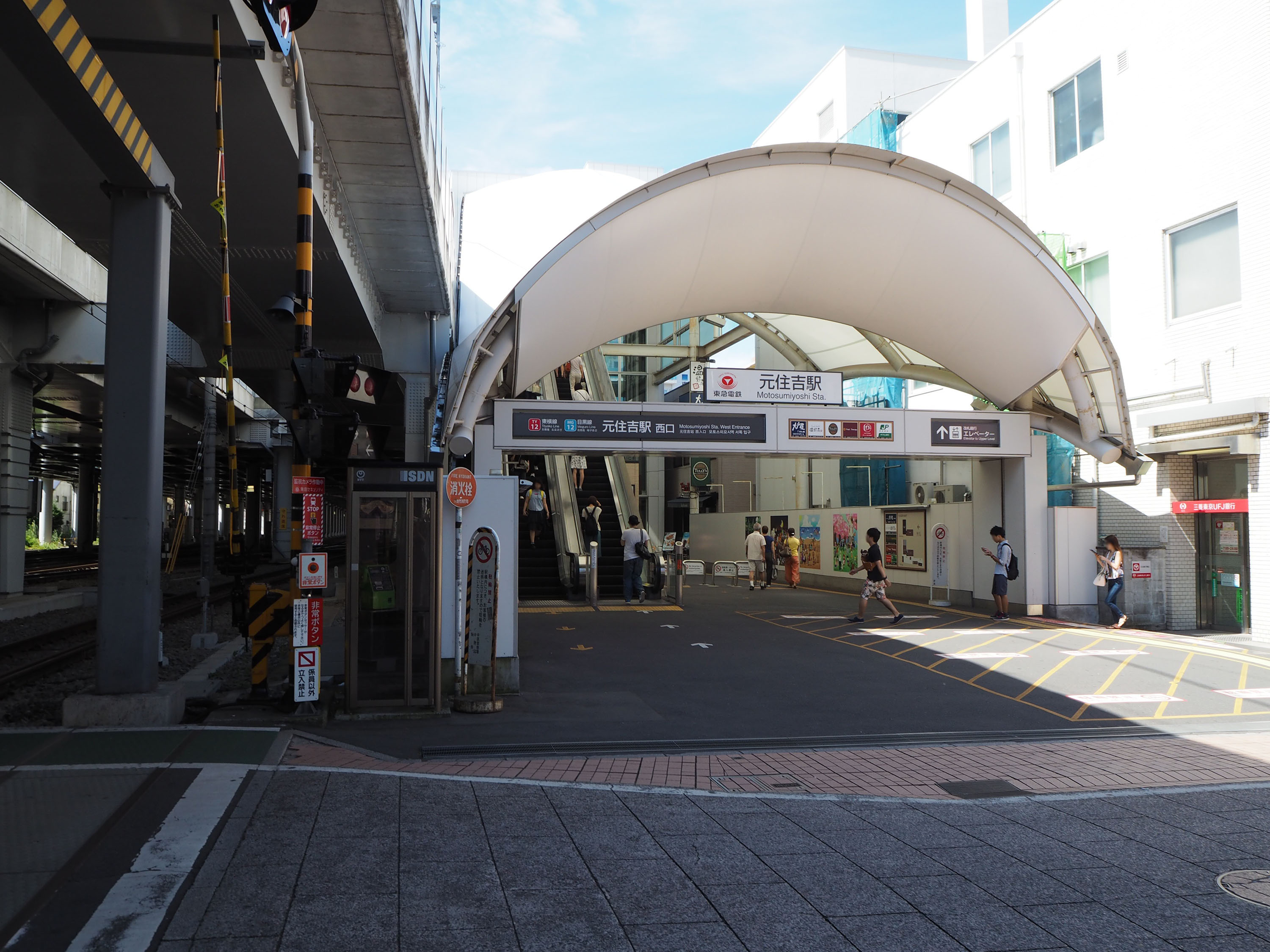
Entrée Ouest de la gare.

  - voie 2 : direction Yokohama (interconnexion avec la ligne Minatomirai pour Motomachi-Chūkagai)
  - voie 5 : direction Shibuya (interconnexion avec la ligne Fukutoshin pour Kotake-Mukaihara et Wakōshi)
- Ligne Meguro :
  - voie 3 : direction Hiyoshi
  - voie 4 : direction Meguro (interconnexion avec la ligne Namboku pour Akabane-Iwabuchi ou avec la ligne Mita pour Nishi-Takashimadaira)